# Saurauia pittieri
Saurauia pittieri là một loài thực vật có hoa trong họ Dương đào. Loài này được Donn. Sm. miêu tả khoa học đầu tiên năm 1897.